# هبة أحمد
هبة أحمد (مواليد 1 يناير 1985) هي لاعبة تجديف مصرية، مثّلت مصر في دورة بكين 2008.

## المشاركة الأولمبية

### بكين 2008
| الرياضِيّة | الحدث | التمهيدي | التمهيدي    | ربع النهائي | ربع النهائي | نصف النهائي | نصف النهائي | النهائي | النهائي |
| الرياضِيّة | الحدث | الوقت    | الترتيب     | الوقت       | الترتيب     | الوقت       | الترتيب     | الوقت   | الترتيب |
| -------- | ----- | -------- | ----------- | ----------- | ----------- | ----------- | ----------- | ------- | ------- |
| هبة أحمد | فردي  | 8:46.96  | 4 للنهائي E | انتقلت      | انتقلت      | انتقلت      | انتقلت      | 8:07.10 | 24      |

## روابط خارجية
- هبة أحمد على موقع الاتحاد الدولي للتجديف (الإنجليزية)
- هبة أحمد على موقع اللجنة الأولمبية الدولية (الإنجليزية)
- هبة أحمد على موقع أوليمبيديا (الإنجليزية)